# Gudmar Wivesson
Gudmar Wivesson, även Gudmar Klöfving, född Mattias Gudmar Wiveson den 25 februari 1953 i Huddinge församling i Stockholms län, död 9 november 2024 på Södermalm i Stockholm, var en svensk skådespelare.
Wivesson gick ut Teaterhögskolan i Stockholm 1980.
Wivesson omkom i en lägenhetsbrand den 9 november 2024 i sin vindsvåning på Skånegatan på Södermalm i Stockholm.

## Filmografi
- 1977 – Ärliga blå ögon (TV-serie)
- 1978 – Rikedom
- 1981 – Operation Leo
- 1985 – Timglaset
- 1985 – Hålet
- 1985 – August Strindberg ett liv
- 1986 – Sammansvärjningen (TV-serie)
- 1987 – Varuhuset (TV-serie)
- 1987 – Babettes gästabud
- 1991 – Ytspänning
- 1992 – Rederiet (TV-serie, gästroll)
- 1995 – Du bestämmer (TV-serie)
- 1997 – Kung Lear
- 1999 – Vuxna människor
- 2003 – Jesus från Hökarängen
- 2005 – Blodsbröder
- 2006 – Sökarna – Återkomsten

## Teater

### Roller (ej komplett)
| År   | Roll        | Produktion                                    | Regi               | Teater   |
| ---- | ----------- | --------------------------------------------- | ------------------ | -------- |
| 1976 | Medverkande | Chez nous Per Olov Enquist och Anders Ehnmark | Lars Göran Carlson | Dramaten |

### Fotnoter
1. ↑  Sveriges befolkning
1990:
Wiveson, Mattias Gudmar
2. ↑  Ratsit
3. ↑  ”Avgångsklassen 1980”. Stockholms dramatiska högskola. http://www.stdh.se/vara-studenter/skadespeleri/tidigare-studenter/studenter-1969-1979/avgangsklassen-1979. Läst 22 maj 2013.
4. ↑  ”Skådespelaren Gudmar Klöfving dog i branden på Södermalm”. Expressen. 24 november 2024. https://www.expressen.se/noje/skadespelaren-gudmar-klofving-dog-i-branden-pa-sodermalm/. Läst 24 november 2024.